# John Bigelow, Sr.

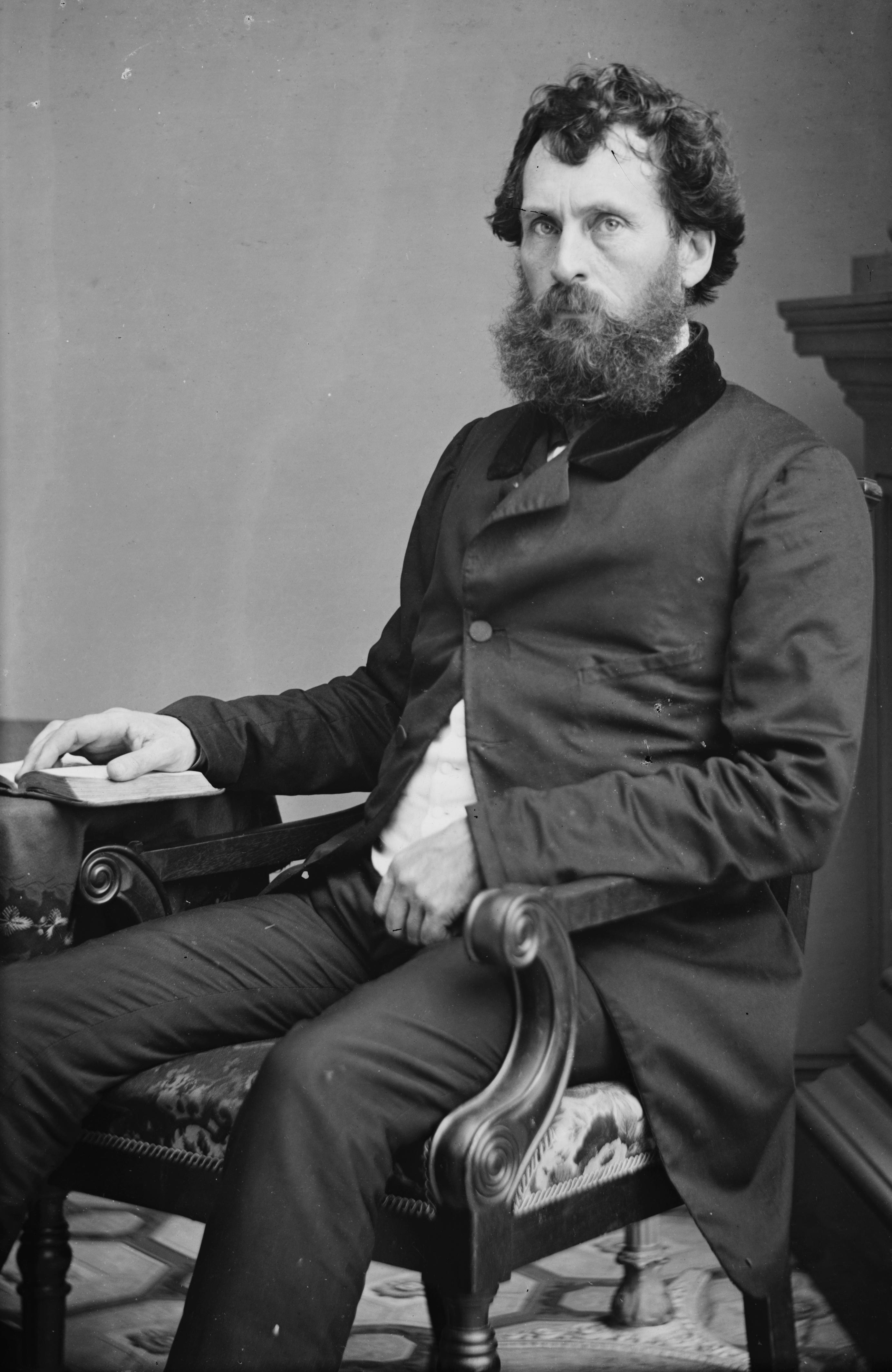
John Bigelow, Sr. (zwischen 1855 und 1865)

John Bigelow, Sr. (* 25. November 1817 in Malden, New York; † 19. Dezember 1911 in New York City, New York) war ein US-amerikanischer Jurist und Politiker. Er war von 1876 bis 1878 Secretary of State von New York.

## Frühe Jahre
Über die Jugendjahre von John Bigelow, Sr. ist nichts bekannt. 1835 graduierte er am Union College in Schenectady (New York), wo er Mitglied der Sigma Phi Society und der Philomathean Society war. Seine Zulassung als Anwalt erhielt er 1838. Die Folgejahre waren von der Wirtschaftskrise von 1837 und dem Mexikanisch-Amerikanischen Krieg überschattet. Von 1849 bis 1861 war er einer der Herausgeber und Miteigentümer der New York Evening Post. Am 11. Juni 1850 heiratete er Jane Tunis Poultney. Das Paar bekam neun Kinder, darunter waren:
- John Bigelow, Jr. (1854–1936) graduierte 1877 an der United States Military Academy in West Point (New York). Er diente in der US-Army in Texas mit den Buffalo Soldier, welche in West Point ausgebildet wurden. Danach diente er wieder in West Point. Später kämpfte er in Kuba, wo er schwer verletzt wurde. Im Oktober 1904 nahm er seinen Abschied. Von 1905 bis 1910 war er als Professor am Massachusetts Institute of Technology (M.I.T.) tätig. Während des Ersten Weltkrieges wurde er wieder in den aktiven Dienst zurückversetzt und diente in Washington. Er reiste dann und schrieb bis zu seinem Tod 1936.[2]
- Poultney Bigelow (1855–1954) war ein Jurist, bekannter Journalist und Verleger.

## Politische Laufbahn
Bigelow begann seine politische Laufbahn als Reform-Demokrat, der mit William Cullen Bryant in New York arbeitete. 1848 führten seine Anti-Sklaverei-Ansichten ihn dazu die Partei zu verlassen und sich der Free Soil Party anzuschließen. In diesem Zusammenhang unterstützte er im selben Jahr, 1848, die Kandidatur von John C. Frémont für das Amt des Präsidenten der Vereinigten Staaten. 1856 führte er andere frühere Demokraten in der neu gegründeten Republikanischen Partei.
Nach der Wahl von Abraham Lincoln 1860 zum Präsidenten, ernannte Lincoln ihn 1861 zum amerikanischen Konsul in Paris (Frankreich). Er bekleidete den Posten als Chargé d’Affaires und Envoy Extraordinary and Minister Plenipotentiary am Hof von Napoleon III. In seiner Funktion arbeitete er mit Charles Francis Adams senior zusammen, dem amerikanischen Ambassador in Großbritannien. In diesem Zusammenhang half Bigelow die Versuche von Frankreich und Großbritannien zu blockieren in den Bürgerkrieg zu Gunsten der Konföderierten Staaten von Amerika zu intervenieren, was einen wesentlichen Beitrag zum Sieg der Unionsstaaten darstellte. 1865 wurde er zum amerikanischen Ambassador in Frankreich ernannt.
Nach dem Ende seiner Amtszeit zog er in das deutsche Gebiet, wo er drei Jahre lang lebte bis in den Deutsch-Französischen Krieg. Während jener Zeit wurde er ein Freund von Otto von Bismarck. Nach dem Ende des Krieges kehrte er nach New York zurück. Dort half er seinem alten Freund Samuel J. Tilden bei der Bekämpfung der Korruption, welche unter William Marcy Tweed aufblühte.
Aufgrund seines allgemeinen Ansehens, welches Bigelow in New York hatte, wurde er von beiden politischen Parteien für ein Staatsamt nominiert. Unter dem Einfluss von Tilden entschied sich Bigelow wieder in die Demokratische Partei einzutreten. Er nahm seine Nominierung an und wurde 1875 zum Secretary of State von New York gewählt. Die Demokratische Partei nominierte 1876 Tilden für das Amt des Präsidenten der Vereinigten Staaten. Bigelow fungierte 1876 als dessen Wahlkampfmanager. In seiner Funktion beriet er Tilden in der Auseinandersetzung betreffend der Präsidentschaftswahl. Tilden verstarb ungefähr ein Jahrzehnt nachdem der Streit zu Gunsten seines Rivalen Rutherford B. Hayes von der Republikanischen Partei entschieden wurde.
Bigelow fungierte als Nachlassverwalter von Tilden. In den Folgejahren führte er dessen Wünsche aus, was den Bau der New York Public Library miteinschloss. Bigelow war ein überzeugter Verfechter des Baus des Panamakanals. Er war ein Freund von Philippe-Jean Bunau-Varilla, welcher die Unabhängigkeitserklärung von Panama in sein Haus brachte. Panamas erste vorgeschlagene Flagge, welche Mrs. Bunau-Varilla entwarf, wurde von den Panamaer abgelehnt, die ihre eigene entwarfen.

## Autor
Seine Schriftstellerkarriere begann Bigelow bei Bryant in der New York Evening Post. In der Folgezeit verfasste er mehrere Bücher. Er war einer der ersten Amerikaner, welcher Haiti unvoreingenommen besuchte. In diesem Zusammenhang veröffentlichte er The Wisdom of the Haitians, welches vor dem Bürgerkrieg eines der wenigen amerikanischen Werke war, das ein positives Bild zu haitianischen Unabhängigkeit darbot. Dann veröffentlichte er 1868 The Autobiography of Benjamin Franklin und 1895 The Life of Samuel J. Tilden.
1898 wurde er in die American Academy of Arts and Letters gewählt.

## Vermächtnis
Am 8. August 2001 unterzeichnete der Bürgermeister von New York City Rudy Giuliani einen Gesetzesentwurf mit welchen die Kreuzung an der 41. Street und Fifth Avenue in Manhattan, welche direkt vor der berühmten Hauptgebäude der New York Public Library liegt, zu John Bigelow Plaza benannte. Sein Anwesen in Highland Falls (New York), besser bekannt als The Squirrels, wurde 1982 in das National Register of Historic Places aufgenommen.